# Мех
Мех — звериная шкура, снятая с шерстью, волосяной покров млекопитающих.
В отличие от шерсти, понятие мех применяется лишь к семейству куньих, отряду зайцеобразных, а также к некоторым видам, приматов (лемур), грызунов (бобёр, белка), псовых (лисицы) и кошачьих (рысь, леопард и так далее). Кроме того, термин применяется в качестве обозначения шкуры пушного животного с сохранённым на ней мехом. Главная функция меха — создание микроклимата, предохранение от неблагоприятных условий внешней среды, защитная окраска.

## Строение шкуры и волоса
В коже животного различают три слоя:
- Верхний, эпидермис (кожица) — наружный слой, состоящий из плоского эпителия. Составляет от 2 % до 5 % от толщины шкуры.
- Средний, дерма — основной слой, образуемый белковыми коллагеновыми волокнами.

Подразделяется на:
- Сосочковый слой — более рыхлый, чем низлежащий сетчатый, насыщенный жировыми включениями и множеством кровеносных сосудов.
- Сетчатый — от сосочкового слоя отделяется примерно по линии глубины залегания жировых и потовых желез, волосяных луковиц. Именно этот слой в основном определяет механические свойства кожи (растяжимость, прочность).
- Нижний, подкожная клетчатка, мездра — рыхлый, насыщенный жиром слой с множеством кровеносных сосудов. Этот слой удаляется при мездрении и строгании (выравнивания толщины шкуры со стороны бахтормы)

Сверху кожа покрыта волосяным покровом. Волос состоит из белка кератина. В поперечном разрезе волоса можно выделить три слоя:
- Кутикула — тонкая (0,3 — 0,5 мкм) наружная оболочка волоса из ороговевших клеток. Именно этот слой отвечает за блеск, водоотталкиваемость и способность к крашению.
- Корковый слой — толще предыдущего; состоит из веретенообразных клеток, расположенных вдоль оси волоса. Этот слой определяет прочность волоса; в этом слое содержатся пигменты, придающие волосу окраску.
- Сердцевина — рыхлая пористая ткань с зёрнами пигмента. Этот слой определяет теплоёмкость меха — чем сильнее развита сердцевина, тем теплее мех и тем менее он прочный.

Виды волос:
- Направляющие — отличаются толщиной и упругостью, они длиннее, чем остальные волосы, и выступают над волосяным покровом;
- Ость — короче и толще, чем направляющие;
- Промежуточные — промежуточные по строению между остью и пухом;
- Пух — наиболее тонкие и короткие волосы. Образуют густой покров;

У копытных волосы различают на ость и пух, у тонкорунных овец волосяной покров представлен исключительно пухом.
По высоте ворса шкурки классифицируются:
- Низковолосые — с длиной не более 25 мм — крот, сурок, норка;
- Средневолосые — длина от 25 до 50 мм — куница, соболь, ондатра, белка;
- Длиноволосые — свыше 50 мм — лиса, песец, енот, росомаха.

Различают следующие участки шкур:
- Черево-брюшной — от основания передних лап до паховой области;
- Хребтовый — участок шкуры загривочной, спинной и крестцовой частях тела животного;
- Хребтик — длинный участок меха с более тёмным окрасом и длинным ворсом вдоль позвоночника;
- Огузок — крестцовая часть;
- Бедро
- Бока

## Классификация мехового сырья
Пушно-меховое сырьё подразделяют на следующие группы:
- Пушнина — невыделанные шкурки, добытые охотой или полученные на звероферме;
- Меховое сырьё — невыделанные шкуры копытных;
- Сырьё морских зверей — морские тюлени, котики, бельки, нерпа, калан.

По методу снятия шкурок:
- Пластом снимают шкуры с крупных зверей, мелкого и крупного рогатого скота. Разрез делают по белой линии (по середине брюшной части) и внутренней поверхности конечностей;
- Чулком (с закрытым огузком) снимают шкурку с пушных зверей (горностай, соболь и тому подобные), их шкура имеет надрезы в области головы;
- Трубкой (с открытым огузком) снимают с барса, белки, бобра, волка, зайца, при таком способе на шкуре остаются надрезы в области головы, хвоста, на внутренней стороне лап;
- Методом бокового надреза с туш свиней снимают чепраки.

## Процесс выделки меха
Пушно-меховое сырьё последовательно проходит следующие этапы:
- Подготовительный этап — отмокание, мездрение (удаление нижней части дермы, богатой жировой клетчаткой), обезжиривание и промывка;
- Пикелевание — под действием кислот сетчатая часть дермы размягчается, в результате чего шкурка становится более пластичной;
- Мягчение (квашение);
- Дубление — для укрепления сетчатой дермы и фиксации состояния, приданного шкурке при пикелевании, проводится дубление хромовыми или алюминиевыми реактивами; В результате этого процесса шкурка приобретает влагоустойчивость, предотвращается порча шкурки;
- Жирование — для придания пластичности, влагоустойчивости, препятствует склеиванию меха;
- Сушка — доведение влагосодержания шкурки до эксплуатационной нормы;
- Отделочные операции — доведение волосяного покрова до кондиционного состояния (расчёсывание, стрижка, щипка и так далее).

## Изменчивость шкурок[3]
- Индивидуальная изменчивость определяется наследственностью, условиями жизни животного, болезнями и прочее;
- Возрастная;
- Сезонная — в зависимости от сезона животные имеют мех с разным окрасом, густотой, блеском, высотой. Летние шкурки имеют утолщённую пигментированную кожу, мех редкий и более тусклый, почти без подшёрстка. В результате сезонного изоморфизма меняется и окраска меха.
- Географическая изменчивость обуславливается неодинаковыми условиями жизни животных в разных географических районах. В зависимости от окраса и свойств меха, приобретённых в результате географической изменчивости, шкуры пушных зверей разделяют на кряжи (понятие, близкое к понятию «подвид» в биологии, но не тождественное!).

## Особенности шкур и меха животных[4][5]
Куньи
Соболь
Имеет семь цветовых групп — «высокая головка» (самые тёмные, с чёрной остью и тёмно-голубым пухом, считаются наиболее ценными), нормальная головка (тёмные с чёрно-бурой остью и тёмно-голубым пухом), высокая подголовка (тёмно-бурая окраска с голубым пухом), нормальная подголовка (тёмно-каштановая ость и голубой пух со светло-каштановыми кончиками), тёмноворотковая (каштановая ость и голубой пух со светло-каштановыми кончиками), нормальноворотковая (светло-каштановая ость с голубым пухом с песочными кончиками), меховая (песочно-жёлтая окраска, наименее ценные).
Высота волоса — 25—50 мм. Мех мягкий, густой, с хорошей износостойкостью.
Куница
В России представлена двумя видами — жёлтодушка и белодушка. Наиболее распространённый зимний окрас — буровато-жёлтый с серо-дымчатым пухом. Средняя площадь — 60 дм², длина шкурки 42—58 см, высота волоса — 30—40 мм. Густота ворса ниже, чем у соболя; износостойкость хорошая.
Красится под тёмного соболя и применяется как отделочный мех.
Горностай
Длина шкурки 20—36 см, площадь — 13—32 дм²); зимний мех снежно-белого цвета, волосяной покров густой, блестящий, короткий (до 20 мм). Из-за низкой способности сохранять тепло применяется в основном как отделочный мех.
Ласка
Длина шкурки 16—26 см, площадь 6-15 дм². Мех малоценный, с низким матовым волосяным покровом. Бывают два окраса — белый и коричневый. Используется как дешёвый аналог горностаю.
Хорь
В России представлен двумя видами — лесным (чёрным) и степным (светлым). Площадь шкурки — от 40 до 60 дм². Мех мягкий, средней густоты. Шкурки износостойкие; используется для оторочки меховых изделий. Цвет пуха — белый, голубой, жёлтый.
Норка
Представлена двумя видами — европейской и американской — завезённая в Россию американская норка отличается большими размерами, более тёмным окрасом и более пушиста.
Длина шкурки 35—40 см, площадь 60—80 дм². По окраске шкурки делятся на пять групп: экстра (чёрная ость с тёмно-серым пухом), 1-й цвет (тёмно-коричневая и коричневая ость с тёмно-серым пухом), белые, голубые, бежевые.
Мех густой, блестящий, невысокий. Хорошая износостойкость. Используется для пошива меховых изделий.
Выдра
Шкурки высокой износостойкости, больших размеров — до 250 дм². Мех с очень густым пухом и грубой блестящей остью (высота волоса 20—30 мм). Окрас от красно-коричневого до тёмно-коричневого, пух светло-каштановый и пепельный.
Мех идёт на воротники и шапки.
Псовые
Лисица
По окраске шкурки подразделяются на красную (с красно-жёлтым, светло-жёлтым и серо-красным окрасом), сиводушку (окрас от светло- до тёмно-бурого, серебристая ость, пух голубой), чёрно-бурую, платиновую (ость платинового, белого и чёрного цвета). Мех средней густоты, с мягким пухом, высота волоса — 50—60 мм. Износостойкость шкурок средняя. Площадь шкуры 200—400 дм². Применяют для пошива меховых изделий.
Песец
Представлен двумя видами — обыкновенный и командорский. Видов окраски две — белый и голубой. Волос длинный (до 80 мм); густота меха очень высокая — мех растёт почти без наклона. Площадь шкуры 200—300 дм².
Волк
Окрас — самый разнообразный. Большая длина шкуры — до 2 м, площадь до 600 дм². Мех грубый, с большим количеством длинной ости (до 90 мм). Шкуры идут на изготовление чучел, ковров, воротников; — редко — на пошив зимней одежды.
Зайцеобразные
Заяц
Мех чрезвычайно мягкий и очень густой, с невысоким (до 20 мм) волосом. Площадь шкуры 120—200 дм². Малая износостойкость накладывает ограничение на его использование — мех в основном идёт на фетр.
Грызуны
Белка
Мех мягкий, средней густоты с коротким ворсом (15—25 мм). Окрас рыжевато-красный с серым пухом. Площадь шкуры 25—40 дм². Ввиду малой износостойкости применение ограничено — мех в основном идёт на фетр.

## Дефекты шкур
Прижизненные пороки
- Парша — выпадение волос;
- Закусы — зарастающие плешины с более тёмным волосом;
- Короста;
- Свищи — шрамы от личинок оводов;
- Свалянность волосяного покрова;
- Оспины;
- Болячки;
- Желтизна волос;

Пороки убоя:
- Прострел — след от пулевого ранения;
- Плешины — механические повреждения покрова после убийства зверя

Пороки выделки:
- Зажиренный волос;
- Сквозняк — обнажение и разрушение корней волос;
- Необезжиренность — не снят жир с кожной части;
- Ороговение — ломкость, жёсткость, хрупкость кожной ткани в результате неправильной сушки;
- Гниение в результате недосушенности, остатка гниющих частей тушки, хранения в сыром помещении;
- Пороки съёмки и правки шкур.

## Ассортимент меховых изделий
Меховые изделия для женщин:
- Головные уборы: шляпа с полями, берет;
- Аксессуары: пелерина, палантин, горжетка, шарф;
- Плечевые изделия (одежда): манто, шуба, жакет, жилет

Меховые изделия для мужчин:
- Головные уборы: боярка, гоголь, шапка-ушанка, папаха, кубанка, пыжиковая шапка, малахай;
- Плечевые изделия (одежда): жилет, тулуп, шуба

## Декоративно-прикладное искусство по регионам[6]
Чукотка
Художественная обработка меха занимает особое место в культуре чукчей и эскимосов — кожа и мех являются для них одним из самых доступных материалов. Чаще всего используют шкуры оленя, нерпы, моржа, собаки, песца; изделия декорируются методом росписи, вышивкой оленьим волосом, мозаичной и аппликативной техникой. Для сшивания частей изделия используются волокна, выработанные из сухожилий убитых животных.
Камчатка
Отличительный мотив для корякских изделий — шов козликом, который используется как и в технике вышивки, так и в мозаичной технике. Меховая мозаика из сочетаний тёмного и светлого меха шкуры пятнистого оленя. Изделия могут декорироваться бисером. Национальная одежда из меха: кухлянка (верхняя одежда с капюшоном), конайты (мужские штаны), торбасы (обувь); а также шапки, рукавицы, комбинезоны.
Таймыр
Эвенки используют в качестве материала шкуры северного оленя и лося для пошива сумок, унтов, ковриков и шуб. Техника выполнения декора — меховая мозаика, вышивка бисером.
Якутия
Традиционная праздничная одежда эвенков Якутии — кукуйди для женщин, меховое пальто с отделкой вышивкой нитками и бисером геометрическим орнаментом или в технике меховой мозаики по полам, полочкам (элэ) и поясу со стороны спинки (этэк); дополняется нэлом — расшитым передником. Для мужчин нендеке (меховая куртка) не украшается вышивкой, но может быть украшена меховой мозаикой по полам. Авса — сумка из шкур оленя; также дополняется вышивкой бисером и мозаикой.
Цвета для орнамента на элэ, этэке и нэле — преимущественно синие, голубые, красные. По орнаменту на одежде зачастую судят о достатке человека, а также его образе жизни (преимущественно кочевом или оседлом).

## Зверофермы
Звероферма — фермерское хозяйство, занимающееся разведением ценных пород пушных зверей.
Меховые фермы запрещены в Австрии (2004), Хорватии (с января 2007, с 10-летним переходным периодом, в Великобритании (с 1 января 2003). В некоторых странах Европы постепенно вводятся более строгие требования к содержанию, что удорожает производство меха и делает производство невыгодным, в частности в Швейцарии строгие регуляционные законы привели к отсутствию меховых ферм. В ряде стран запрещены фермы для некоторых видов животных, в частности в Нидерландах с 1995 запрещено разведение лисиц ради меха.

## Крупнейшие мировые производители
- Американская меховая компания
- American Legend Cooperative — пушной аукцион в Сиэтле.

## Критика использования меха
Использование натурального меха вызывает полемику. Защитники прав животных выступают против ловли диких животных капканами и содержания и забоя животных на фермах ради меха. Китай является самым крупным импортёром и ре-экспортёром натурального меха в мире.
Искусственный мех (как правило, состоящий из 72 % акрила и 28 % хлопка), а также одежда из хлопка, акрила, полиэстера (в том числе шерсть) по сравнению с животным мехом оказывают гораздо меньшее влияние на окружающую среду.
Зверофермы считаются существенно загрязняющими окружающую среду и неблагоприятными для здоровья человека предприятиями.
Кроме того, изделия из натурального меха могут вызывать аллергию.